# 庚戌国賊
庚戌国賊（こうじゅつこくぞく）は、日韓併合条約締結（1910年、干支で庚戌）に賛成、協調した韓国（大韓帝国）の8人の閣僚のこと。
- 李完用（이완용） - 内閣総理大臣
- 尹徳栄（윤덕영） - 侍従院卿
- 閔丙奭（민병석） - 宮内部大臣
- 高永喜（고영희） - 度支部大臣
- 朴斉純（박제순） - 外部大臣
- 趙重応（조중응） - 法部大臣
- 李秉武（이병무） - 親衛副長官兼侍従武官長
- 趙民煕（조민희） - 承寧府総管

官職はいずれも当時のもの。
現代の大韓民国においては、チンイルパ（親日派、売国奴）とされ、政治的な忌避の対象となっている。